# Texas County, Oklahoma
Texas County är ett administrativt område i delstaten Oklahoma, USA, med 20 640 invånare. Den administrativa huvudorten (county seat) är Guymon.

## Geografi
Enligt United States Census Bureau har countyt en total area på 5 306 km². 5 276 km² av den arean är land och 30 km² är vatten.

### Angränsande countyn
- Stevens County, Kansas - nord
- Seward County, Kansas - nordost
- Beaver County - öst
- Ochiltree County, Texas - sydost
- Hansford County, Texas - syd
- Sherman County, Texas - sydväst
- Cimarron County - väst
- Morton County, Kansas - nordväst

### Orter
- Guymon (huvudort)
- Hooker